# 叛國

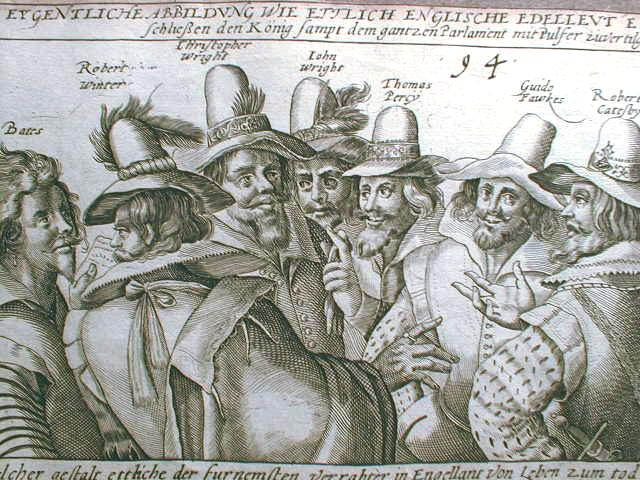
一幅描繪17世紀火药阴谋首腦聚會的插圖，該陰謀企圖叛變英王詹姆士一世。

叛國是指個人或群體對其所属的国家（非政权）不忠誠，而違背效忠宣誓或通敵者則被稱作叛徒（traitor）或賣國賊。《法律詞典》（Oran's Dictionary of the Law）（1983年版）對叛國的定義是：「一個公民協助外國政府推翻或嚴重侵害他所屬的國家(並非國家政權)，或慫恿外國對他所屬的國家宣戰。」站在本国执政者（尤屬長期執政的獨裁者）的立场上来看，叛國的同義詞是革命，因為革命幾乎會利用國內外一切可用勢力來從事推翻原政府政權的行為，叛國與革命的認定則由觀點立場的不同而有差異，進行革命的人通常會被原始政府視為叛國或密謀顛覆等，被捕後通常會以前述之罪名予以處決、監禁或是驅逐出境（有外國勢力介入者的可能性較大）。但是也有观点认为二者可从受支持的普遍程度上来划分。在一些專制政權，「叛國」經常被用作消弭改革派或異見分子的藉口，被指控叛國的人未必會受法院傳喚，由專業的法官根據客觀的案情證據為被告進行公平公正的審判程序。這些國家會將不同程度的異見人士定義為叛國罪人、「賣國賊」，而被政府秘密警察私下緝拿，或動用輿論壓力以達至政治迫害、滅除反對勢力等鞏固政權的效果。一般來說，一個被政府認為叛國或已有明確叛國事實者大多會接受極為嚴厲的處罰例如死刑，不過近代至今開始愈來愈多國家實施民主制度和完全廢除死刑，對叛國罪處以極刑等嚴厲的處罰國家有下降趨勢。

## 中國大陆
古中國叛國的刑罰非常重。車裂、凌遲等極刑都是用來處死叛逆者的（一般的形式是斬首或絞刑），而且很有可能牽連親人，導致滅族；也是十惡之一。

### 元朝
元朝正式将「凌迟」明定为刑法的一种死刑，並视为对汉人宣扬威权的工具，元朝法律和南宋末年一样，将凌迟予以合法化。主要用来惩罚三大类的犯罪：
- 谋逆君主之罪：重大暴动、叛国、谋取皇位。
- 逆伦之罪：子女谋害父母、弟幼谋害兄长，妻子谋害丈夫、奴僕谋害主人。
- 凶残与不人道之罪：活生生砍断他人四肢（施以巫术）；杀害同一家族三人以上；結為恐怖組織。

### 明朝
- 根據明大诰、大明律，
- 凡謀反者，處以磔刑（凌遲），如：明英宗手下的太监曹吉祥1461年因率军谋反而获此刑。
- 凡皇帝怀疑其谋反者，如袁崇煥：崇禎年間知名将领，因崇祯皇帝怀疑其谋反，以“通虏谋叛”被凌迟处死，據說當時京中百姓爭啖其肉。

### 清朝
根據大清律例，舉凡叛國、謀反、製造內亂、製造內亂起事者之子、謀殺皇帝、奸淫多名幼女、搶劫、殺人、革命之徒，最高刑罰為凌迟处死，最低刑罰是處以監禁直到清朝滅亡才得以釋放。

### 中華民國
《中華民國刑法》中有制定內亂罪（第100條至第102條）、外患罪（第103條至第115條）以及妨害國交罪（第116條至第119條）。

### 中華人民共和國
中華人民共和國法律歷來有幾項罪名均與叛國罪相類，如反革命罪（1997年廢除）、背叛国家罪、分裂国家罪、顛覆國家政權罪、煽動顛覆國家政權罪
、间谍罪等。這些罪行的刑罰由有期徒刑至死刑不等。

## 香港
《维护国家安全条例》第10条规定：
任何中国公民
(a）加入与中国交战的外来武装力量，或作为其中一分子；
(b）意图损害中国在战争中的形势，而协助在战争中与中国交战的敌方；
(c）向中国发动战争；
(d）鼓动外国或外来武装力量以武力入侵中国；或
(e）意图危害中国的主权、统一或领土完整，而使用武力或威胁使用武力，

即属犯罪，一经循公诉程序定罪，可处终身监禁。
本条中，外来武装力量是指不属于中国的武装力量；而与中国交战的敌方包括与中国交战的外国政府或外来武装力量。
第11条也规定任何中国公民意图犯第10(1)条所订罪行，并公开表明该项意图，可处监禁14年。

## 澳门
《维护国家安全法》第7条规定：
中國公民作出下列任一行為，處十年至二十五年徒刑:
(一)加入外國武裝部隊械抗國家;
(二)意圖促進或引發針對國家的戰爭或武裝行動，而串通 外國的政府、組織、團體或其人員;

(三)在戰時或在針對國家的武裝行動中，意圖幫助或協助 執行敵方針對國家的軍事行動，或損害國家的軍事防衛，而直接或間接與外國協議，或作出具有相同目的的行為。

## 臺灣

### 日治時期
1895年大日本帝国依《马关条约》取得臺灣和澎湖的主权後，臺灣總督府頒布了《臺灣人民軍事犯處分令》和《臺灣住民刑罰令》欲遏止叛亂行動，但大多數抗爭者皆係在戰場上被「臨機處分」射殺，鮮有適用該等法令者。1898年，時任臺灣總督兒玉源太郎確立「匪徒問題正常化原則」，總督府頒布律令第24號《匪徒刑罰令》，不問任何目的將聚眾暴動者處唯一死刑，以鎮壓殘存的反叛勢力。光是1898～1902年間，就有將近1萬2千人因此遭到殺戮，但受正當法律程序者僅四分之一。
1915年西來庵事件後，《匪徒刑罰令》便未再使用過。

### 戰後至今
1945年二戰結束，臺灣光復，中華民國在台施行統治，《中華民國刑法》開始在台沿用。1949年政府遷台並制定了《懲治叛亂條例》，凡觸犯刑法第100條《內亂罪》者，皆依《懲治叛亂條例》第2條第1項判處唯一死刑，俗稱二條一。
白色恐怖時期二條一被政府用來對付異議份子，製造了大量冤案，大批政治犯更因而遭到軍法審判。1987年解除戒嚴令後，執政當局在黨外人士下終於廢止《懲治叛亂條例》，並修改了內亂罪的規定，不再處罰陰謀犯。

## 英國
英國在1350年開始把叛國和其他輕叛逆罪分開處理。「輕叛逆罪」指某人謀殺一個在法律上地位比該人為高的人，例如妻子殺死丈夫、奴隸殺害主人等。叛國罪則指任何能威脅國家穩定或存續的行為，如殺害國王、製作偽幣以資助反對國家的戰爭等。現今英國法律界定的叛國行爲有：
1. 殺害或試圖殺害國王（或女王）、王后（或王夫）或王儲；
2. 强姦王后、未嫁的長公主或儲妃，或與其通姦；
3. 發動反對國王的戰爭；
4. 在國境内外擁護國王的敵人、向其提供任何援助；
5. 殺害大法官、財政大臣（今爲集體制，由第一財政大臣帶領）或任何欽定法官（包括蘇格蘭最高法院法官）；
6. 試圖阻礙根據《1689年權利法案》和《1701年嗣位法令》所定之英國王位繼承順序；
7. 僞造蘇格蘭國璽（僅限蘇格蘭境内）；
8. 僅限北愛爾蘭——
  1. 試圖造成國王（女王）、王后（王夫）或王儲受傷；
  2. 試圖褫奪國王（女王）、王后（王夫）或王儲頭銜；
  3. 宣傳君主爲異端信仰者、僭主、不信者、篡位者等邪説；
  4. 私占君主指揮之軍事設備（如碉堡、船艦、火炮）；
  5. 其他威脅君主人身安全及主權、王位穩固的行爲。

叛國罪的處罰常常是長而且殘忍的英式車裂。英國政府曾以該法律對付異議分子至19世紀。
1945年英國以叛國罪将“哈哈勋爵”威廉·乔伊斯判处死刑，並於1946年把該犯人绞死，这也是英国历史上最後一次以叛国罪处死犯人。此後英国理論上仍可判處叛國者死刑，直至1998年修例後把有關最高刑罰改為終身監禁。

## 法國
在法國大革命時，很多人動輒被定叛國罪而送上斷頭台，包括路易十六在內。但至20世紀，叛國罪的死刑以槍決而非斷頭台執行。維奇法國的領導人貝當將軍最初便是判槍決的，後來新政府的戴高樂表示因他年老和曾有戰功（貝當被審判時已屆90歲高齡）而改判終身監禁。1981年法國修例後把叛国罪改為終身監禁。

## 美國
為了避免英國的相關法律被濫用，美國是在憲法中定義叛國罪的相關條文。它的憲法第三條定義叛國為「發動反對美國的戰爭，或擁護美國的敵人、並給予他們任何形式的援助」。另外，法例亦規定需要至少兩名證人目擊被告在進行叛國行為，且兩人所目擊的行為必須相同，或被告在法庭認罪方能判被告罪名成立。
另一方面，美國國會是可以定義一些類似叛國的罪名（如暴動、藏有對國家不利的武器等）。這些罪名毋需至少兩名證人以令被告罪名成立，而罪名包括的範圍亦比憲法第三條的叛國廣得多。一些間諜便被定「間諜活動」罪而非叛國罪。
根據美國法律，叛國的刑罰可以高至死刑，但也有較輕的罰則，如「判5年或以上有期徒刑、罰款至少10,000美元，且終身不得在美國擔任任何公職」。
在美國，由於避免政治逼害，叛國的指控不易入罪。自其開國至今，有關叛國的起訴不超過40宗。前美國副总统阿龙·伯尔是因为这个罪名被托马斯·杰斐逊起訴而結束了政治生涯。

## 烏克蘭
根據乌克兰刑法第111条第1章：
叛国罪，即乌克兰公民故意实施损害乌克兰主权、领土完整和不可侵犯性、国防能力以及国家、经济或信息安全的行为：在戒严令或武装冲突期间加入敌人、進行间谍活动、協助外国政府、组织或其代表顛覆乌克兰，应判处10至15年有期徒刑。

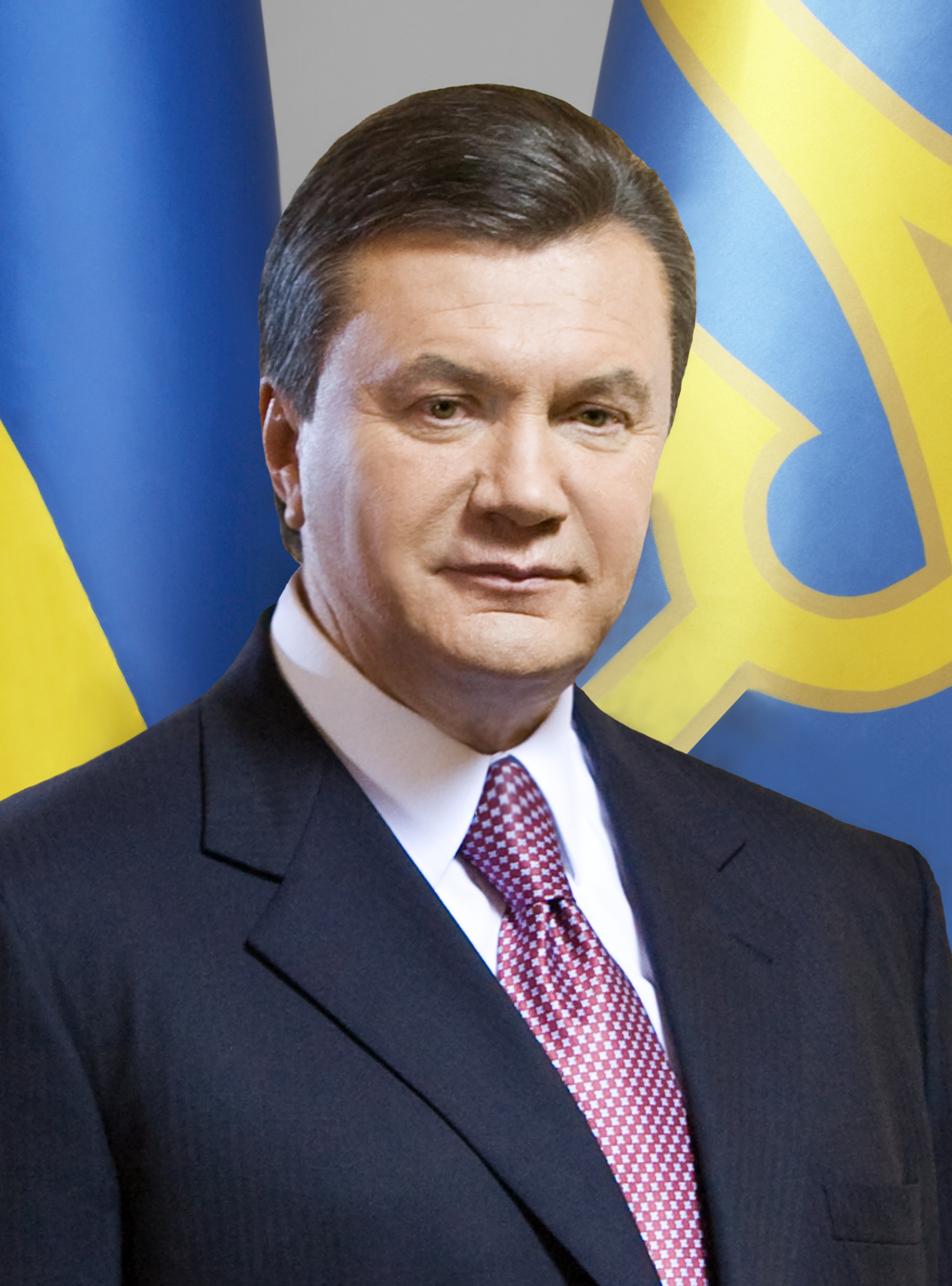
現被國際刑警通緝的烏克蘭前總統亞努科維奇，於2019年被烏克蘭法院裁定叛國罪罪成，判處13年監禁。

另外，第109至114条规定了其他危害国家的罪行，包括破坏活动。

## 例子
- 南宋宰相秦檜排斥岳飛並主張與金簽訂紹興議和，使南宋淪為金的藩屬國。秦檜的主張在當時獲得宋高宗的支持，但後世將其所為視作是賣國行徑。
- 吳三桂於明末時打開山海關的關門引領清兵入關，協助清朝成功佔領整個中原版圖，被清初汉人斥为漢奸。
- 塔戈维查联盟反对波兰立陶宛联邦的五三宪法并促成后两次瓜分波兰。「塔戈维查」成为波兰语“叛国”的同义词。
- 美利堅聯盟國總統傑佛遜·戴維斯在南北战争结束后以叛国罪被起诉。
- 臺北府士紳辜顯榮於1895年6月5日打開臺北府城城門邀請乙未戰爭的征臺日本軍入城，並協助日軍鎮壓抗日活動。
- 1910年簽訂日韓合併條約的八位韓國內閣大臣后被称为“庚戌國賊”。
- 1914年，奥匈帝国的塞尔维亚族人加夫里洛·普林齐普因为刺杀奥匈帝国王继承人弗朗茨·斐迪南大公而被以叛国及谋杀罪判处20年监禁。
- 汪精衛與日本合作組建汪兆銘政權，主要成员战后多被以通敌卖国罪处死。
- 维德孔·吉斯林协助纳粹德国入侵挪威,并于1942年起担任纳粹占领下的挪威政府首脑，他的姓氏“吉斯林”在斯堪迪纳维亚语系和英语中成为叛国者的代名词。
- 安德烈·安德烈耶維奇·弗拉索夫原為蘇聯將領，莫斯科戰役後被德軍俘獲。起初負隅頑抗，後變節與納粹德國合作，建立俄羅斯解放軍。二戰結束後，被蘇聯以叛國罪處以絞刑。
- 殷汝耕出任日本扶植的冀東防共自治政府行政長官，1947年被重慶國民政府以漢奸的罪名槍決。
- 西藏的第十四世达赖喇嘛1959年逃离西藏流亡印度，中华人民共和国聲稱第十四达赖喇嘛组织藏独，是叛国者；2008年，第十四世达赖喇嘛宣称阿魯納恰爾邦（中国称藏南）属于印度。[10]
- 1971年，在中共黨章中被定為「毛澤東的接班人」的林彪等人出逃坠机，被中华人民共和国認為是叛國行為。[11]

## 註腳
1. ↑  在政府被允許獨裁（例：古代中國朝廷中央集權）或法律變得嚴峻（例：《動員戡亂時期臨時條款》）時，往往是統治階級為人民定罪。這種時候，法律就容易變得不公平。
2. ↑  太平天國的洪天貴福(15歲)
3. ↑  光復會的徐錫麟